# 993 Moultona
Moultona è un asteroide della fascia principale. Scoperto nel 1923, presenta un'orbita caratterizzata da un semiasse maggiore pari a 2,8646583 UA e da un'eccentricità di 0,0439730, inclinata di 1,77398° rispetto all'eclittica.
Fa parte della famiglia di asteroidi Coronide.
Il suo nome è in onore dell'astronomo e matematico statunitense Forest Ray Moulton.